# 倩丽飞虱属
倩丽飞虱属（学名：Qianlia）为稻虱科的一个属。

## 下属物种
本属包括以下物种：
- 橘条倩丽飞虱 Qianlia citristriata Ding, 2006